# 104. pučko-ustaška brigada
104. pučko-ustaška pješačka brigada (njemački: K.u. Landsturminfanteriebrigade Nr. 104 )  (mađarski: 104. népfölkelő dandár ) je bila doknadna pješačka brigada unutar austrougarske vojske tijekom Prvog svjetskog rata. Nastala je mobilizacijom početkom rata i spajanjem hrvatskih pučko-ustaških pukovnija s područja Hrvatske i Slavonije. Iako je bila pješačka brigada, dodane su joj topničke i konjaničke postrojbe. Stožer brigade bio je u Zagrebu.

## Ustroj
Pučko-ustaški obveznici su bile "osobe između 36. i 50. godine i one koje još nisu služile vojsku, dakle od 18. do 21. godine", "rezervisti domobranskih jedinica, uglavnom starijih godišta; posljednja obrana". Početkom rata, napadom na Srbiju, brigada je izgledala ovako:
- 25.  pučko-ustaška pukovnija, Zagreb
- 26.  pučko-ustaška pukovnija, Karlovac
- 27.  pučko-ustaška pukovnija, Sisak
- 28.  pučko-ustaška pukovnija, Osijek
- pričuvni eskadron 10. husarske pukovnije
- 38. pričuvna topnička bitnica
- 10. pučko-ustaška husarska divizija (od poč. rujna)

## Ratni put
Brigada je u sklopu V. armije sudjelovala u pohodu na Srbiju početkom rata. U listopadu se nalazi u sklopu 29. pješačke divizije. Krajem prosinca njeni su ostaci u sklopu V. armije, a otad se više ne spominje. Pukovnije iz njenog sastava raspoređene su u druge brigade i divizije.